# 대구고등검찰청
대구고등검찰청(大邱高等檢察廳)은 대구고등법원에 대응하여 항소사건에 대한 소송 유지 및 항고사건 처리와 행정소송을 비롯해 국가를 당사자로 하는 소송사건을 수행하고 진행을 돕기 위하여 설립된 대한민국 검찰청 소속의 특별지방행정기관으로 대구고등검찰청 검사장은 차관급 예우를 받으며 차기 검찰총장 후보가 된다. 대구광역시 수성구 동대구로 364(범어2동 458-2)에 위치하고 있다.

## 연혁
- 1908년 8월 1일 대구공소원 검사국 개청

- 위치: 대구 중구 공평동 58
- 대구ㆍ진주ㆍ광주지방재판소 검사국 및 대구ㆍ진주ㆍ부산ㆍ광주ㆍ제주ㆍ전주 구재판소 검사국 개청(1908년 7월 20일 법무령 제11호)
- 1912년 4월 1일 대구공소원 검사국을 대구복심법원 검사국으로 개칭(제령 제26호)
- 1945년 10월 1일 대구복심법원 검사국을 대구공소원 검사국으로 개칭
- 1945년 10월 11일 대구공소원 검사국 검사장 한계용 취임
- 1947년 1월 11일 대구공소원 검사국을 대구고등검찰청으로 개칭(군정청 사법부령 제7호)
- 1948년 11월 9일 초대 이우익 검사장 취임
- 1952년 4월 1일 광주고등검찰청 개청으로 관할 축소(광주, 전주, 제주지방검찰청을 광주고등검찰청 관할로 편입)
- 1973년 12월 12일 대구고등검찰청 및 대구지방검찰청 청사 이전(대구 수성구 범어2동 458-2, 대지 16,716m2 연면적 9,296m2)
- 1987년 9월 1일 부산고등검찰청 개청으로 관할이 대구, 경북으로 축소(부산, 마산지방검찰청<現 부산, 창원, 울산지방검찰청>을 부산고등검찰청 관할로 편입)
- 1990년 3월 26일 대구고등검찰청 및 대구지방검찰청 별관동 준공(본관동 북편, 지하 1층 지상 5층 연면적 2,495m2)
- 2000년 12월 21일 대구고등검찰청 및 대구지방검찰청 신관동 준공(본관동 서편, 지상 7층 연면적 8,500m2)

## 조직

### 대구고등검찰청 검사장

#### 차장검사

##### 사무국
- 총무과
- 사건과

## 관할 구역

### 행정구역
- 1광역시: 대구광역시
- 1도: 경상북도

### 지방검찰청
- 대구지방검찰청(서부, 안동, 경주, 포항, 김천, 상주, 의성, 영덕지청)

## 소속기관
- 대구지방검찰청
  - 서부지청
  - 안동지청
  - 경주지청
  - 포항지청
  - 김천지청
  - 상주지청
  - 의성지청
  - 영덕지청

## 역대 대구고등검찰청 검사장
제 1 대 이우익 1948년 11월 9일 ~ 1950년 5월 21일	

제 2 대 서정국 1950년 12월 4일 ~ 1954년 3월 23일	

제 3 대 정순석 1954년 3월 24일 ~ 1955년 10월 25일	

제 4 대 정창운 1955년 10월 26일 ~ 1958년 3월 10일	

제 5 대 배영호 1958년 3월 11일 ~ 1959년 1월 26일	

제 6 대 오성덕 1959년 2월 5일 ~ 1960년 5월 18일	

제 7 대 소진섭 1960년 5월 21일 ~ 1960년 9월 23일	

제 8 대 김용식 1960년 9월 24일 ~ 1961년 6월 20일	

제 9 대 주운화 1963년 5월 9일 ~ 1963년 12월 30일	

제 10 대 서병균 1963년 12월 31일 ~ 1971년 8월 23일	

제 11 대 오탁근 1971년 8월 24일 ~ 1976년 12월 6일	

제 12 대 김종경 1977년 2월 17일 ~ 1979년 2월 18일	

제 13 대 이종원 1979년 2월 19일 ~ 1981년 4월 10일	

제 14 대 박준양 1981년 4월 27일 ~ 1981년 12월 16일	

제 15 대 김성기 1981년 12월 17일 ~ 1982년 5월 31일	

제 16 대 이영욱 1982년 6월 18일 ~ 1983년 7월 31일	

제 17 대 백광현 1983년 8월 1일 ~ 1986년 5월 1일	

제 18 대 김기춘 1986년 5월 2일 ~ 1987년 6월 7일	

제 19 대 허은도 1987년 6월 8일 ~ 1990년 3월 26일	

제 20 대 김경회 1990년 3월 27일 ~ 1991년 4월 17일	

제 21 대 박종철 1991년 4월 18일 ~ 1992년 7월 28일	

제 22 대 전재기 1992년 7월 29일 ~ 1993년 3월 16일	

제 23 대 최명부 1993년 3월 17일 ~ 1993년 9월 20일	

제 24 대 정경식 1993년 9월 21일 ~ 1994년 9월 14일	

제 25 대 황상구 1994년 9월 16일 ~ 1995년 9월 26일	

제 26 대 이원성 1995년 9월 27일 ~ 1997년 1월 22일	

제 27 대 김상수 1997년 1월 23일 ~ 1997년 8월 13일	

제 28 대 심재륜 1997년 8월 14일 ~ 1999년 2월 4일	

제 29 대 박순용 1999년 2월 22일 ~ 1999년 5월 25일	

제 30 대 송인준 1999년 6월 9일 ~ 2000년 7월 14일	

제 31 대 김영철 2000년 7월 15일 ~ 2001년 5월 30일	

제 32 대 이종찬 2001년 5월 31일 ~ 2002년 2월 7일	

제 33 대 송광수 2002년 2월 8일 ~ 2003년 3월 12일	

제 34 대 임내현 2003년 3월 13일 ~ 2004년 5월 31일	

제 35 대 정상명 2004년 6월 1일 ~ 2005년 4월	7일

제 36 대 서영제 2005년 4월 8일 ~ 2005년 11월 21일	

제 37 대 정동기 2006년 2월 6일 ~ 2006년 8월 24일

제 38 대 권재진 2007년 3월 5일 ~ 2007년 11월 23일	

제 39 대 이귀남 2008년 3월 11일 ~ 2009년 1월 19일	

제 40 대 이준보 2005년 1월 19일 ~2009년 7월 10일	

제 41 대 황교안 2009년 8월 12일 ~ 2011년 1월 31일	

제 42 대 노환균 2011년 2월 1일 ~ 2011년 8월 21일	

제 43 대 소병철 2011년 8월 22일 ~ 2013년 4월 9일	

제 44 대 이득홍 2013년 4월 10일 ~ 2013년 12월 23일	

제 45 대 박성재 2013년 12월 24일 ~ 2015년 2월 10일	

제 46 대 김경수 2015년 2월 11일 ~ 2015년 12월 23일	

제 47 대 윤갑근 2015년 12월 24일 ~ 2017년 6월 11일	

제 48 대 황철규 2017년 8월 1일 ~ 2018년 6월 21일	

제 48 대 김호철 2018년 6월 22일 ~ 2019년 7월 5일 

직무대리 이주형 2019년 7월 31일 ~ 2020년 1월 12일 

제 49 대 오인서 2020년 1월 13일 ~ 2020년 8월 10일 

제 50 대 장영수 2020년 8월 11일 ~ 2021년 4월 23일 

직무대리 조재연 2021년 4월 24일 ~ 2021년 6월 10일 

제 51 대 권순범 2021년 6월 11일 ~ 2022년 5월 22일 

직무대리 이종근 2022년 5월 23일 ~ 2022년 6월 26일 

제 52 대 최경규 2022년 6월 27일 ~ 2023년 9월 6일 

제 53 대 노정연 2023년 9월 7일 ~ 2024년 5월 15일 

제 54 대 이진동 2024년 5월 16일 ~ 2024년 9월 22일 

제 55 대 신봉수 2024년 9월 23일 ~ 2025년 7월 29일 

직무대리 박규형 2025년 7월 29일 ~ 

## 같이 보기
- 서울고등검찰청
- 광주고등검찰청
- 부산고등검찰청
- 대전고등검찰청
- 대구고등법원